# Списък на политическите партии в Грузия
Грузия има многопартийна система.

## Парламентарно представени партии
| Партия                                | Места в парламента (2012) | Идеология                |
| ------------------------------------- | ------------------------- | ------------------------ |
| Грузинска мечта - Демократична Грузия | 115                       |                          |
| Единно национално движение            | 27                        | Консерватизъм            |
| Алианс на патриотите в Грузия         | 6                         | Национален консерватизъм |
| други                                 | 2                         |                          |